# Zénó (televíziós sorozat)
A Zénó magyar televíziós gyurmafilmsorozat, amelyet a Pannónia Filmstúdió készített 1985 és 1988 között.

## Történet
A sorozat a csetlő-botló gyurmafiguráról, Zénóról szól. Zénó mindent kipróbál, de rendszeresen bajba keveri magát.

## Alkotók
- Zénó hangja: Szombathy Gyula
- Rendezte: Cakó Ferenc
- Írta: Cakó Ferenc, Gulyás Pál, Hahner Péter
- Zenéjét szerezte: Mericske Zoltán
- Operatőr: Bayer Ottmár, Haeseler Ernő
- Hang: Nyerges András Imre, Zsebényi Béla
- Vágó: Hap Magda
- Animátorok: Cakó Ferenc, Szabolcsi János, Örkényi András
- Munkatársak: Herendi János, Kazi Antal, Krakovszky Mária, Kovács Árpád, Mazács Miklós, Sánta Béla, Szabó László
- Felvételvezető: Dreilinger Zsuzsa, Érchegyi Andrea
- Gyártásvezető: Magyar Gergely Levente
- Produkciós vezető: Sárosi István

Készítette a Magyar Televízió megbízásából a Pannónia Filmstúdió

## Epizódok
| 1. évad (1985) | 2. évad (1986)                                                                                   | 3. évad (1987)                                                 | 4. évad (1988) |
| --- | ------------------------------------------------------------------------------------------------ | -------------------------------------------------------------- | --- |
| 1. Zénó és a porszívó 2. Zénó és a léggömb 3. Zénó és a pók 4. Zénó és az autómodell 5. Zénó fogat mos 6. Zénó és a hírek | 1. Zénó szerelmeslevelet ír 2. Zénó horgászik 3. Zénó álmatlan 4. Zénó beteg 5. Zénó és a horror | 1. Zénó varr 2. Zénó fogyókúrázik 3. Zénó locsol 4. Zénó fázik | 1. Zénó és a folt 2. Zénó ragaszt 3. Zénó barkácsol 4. Zénó és a húsvét 5. Zénó kopasz 6. Zénó és az egér 7. Zénó füstöl |

## DVD kiadás
A gyurmafilmsorozat teljes részét DVD-n is kiadták, a Budapest Film gondozásában.
1. Zénó és a léggömb
2. Zénó és a pók
3. Zénó és a porszívó
4. Zénó és az autómodell
5. Zénó horgászik
6. Zénó szerelmeslevelet ír
7. Zénó fázik
8. Zénó és a hírek
9. Zénó fogat mos
10. Zénó álmatlan
11. Zénó barkácsol
12. Zénó beteg
13. Zénó és a folt
14. Zénó és a horror
15. Zénó és a húsvét
16. Zénó és az egér
17. Zénó fogyókúrázik
18. Zénó füstöl
19. Zénó kopasz
20. Zénó locsol
21. Zénó ragaszt
22. Zénó varr